# Proljetni jaglac
Proljetni jaglac (baršunasta vesnača, pravi jaglac, ljekoviti jaglac, lat. Primula veris), trajnica iz porodice jaglačevki raširena po Europi (uključujući Hrvatsku), odakle je uvezena i u Sjevernu ameriku. U Alžiru je izumrla.

## Podvrste
- Primula auricula subsp. auricula
- Primula auricula subsp. balbisii (Lehm.) Nyman
- Primula auricula subsp. bauhinii (G. Beck) Lüdi
- Primula auricula subsp. hungarica (Borbás) Soó
- Primula auricula subsp. serratifolia (Jáv.) Morariu & al.
- Primula auricula subsp. tatriaca Li Bing Zhang